# Grace VanderWaal
Grace Avery VanderWaal (Lenexa, Kansas; 15 de enero de 2004) es una cantante, compositora y actriz estadounidense. Ganadora de la undécima temporada de la competición NBC TV America's Got Talent (AGT), la cual se transmitió en 2016.
Firmó un contrato discográfico con Columbia Records, bajo el que lanzó su primer EP, Perfectly Imperfect, el 2 de diciembre de 2016, el cual se convirtió en el EP más vendido del mismo año. Vanderwaal, lanzó su primer álbum de estudio titulado Just The Beginning el 3 de noviembre de 2017.
Fue galardonada con el Premio de Radio Disney Music de 2017 a Mejor Nueva Artista.
En el año 2019, sacó un simple para el film de animación infantil Wonder Park con su canción Hideaway.
En el año 2020, debuta como protagonista en el film estadounidense de drama musical Stargirl, En el rol de Susan Stargirl Caraway, basada en la novela homónima de Jerry Spinelli, distribuida por Disney+.
Tras su primer papel como "Stargirl", vuelve al mundo del cine con la secuela de Stargirl, llamada "Hollywood Stargirl".

## Primeros años
VanderWaal nació cerca de Kansas City, Kansas, hija de Tina y David VanderWaal. Vivió en Lenexa en ese entonces. La familia más tarde se trasladó a Suffern, Nueva York. Desde que ganó America's Got Talent VanderWaal ha sido educada en casa y se inscribió en cursos en línea.
VanderWaal comenzó a componer sus primeras canciones a los tres años, usando un micrófono inalámbrico. Como preadolescente, encontró la inspiración de la composición al ver películas e intentar imaginar lo que un personaje estaba sintiendo, y "lo que sería como si yo fuera ellos, y escribió una canción". Ella se inspiró para aprender el ukulele después de ver a un amigo de la familia jugar y ver un video de Twenty One Pilots en YouTube, poco después compró uno, con el dinero que había recibido para su cumpleaños número 11 para comenzar a hacer sus primeras canciones. Ella también ha tocado el saxofón en la banda de su escuela de marcha. Después de aprender a tocar el ukulele VanderWaal comenzó a actuar durante las sesiones de Micrófono abiertos en pequeños lugares cerca de su casa y estudiar teoría de la música. En julio de 2016, después de su audición en AGT, VanderWaal se presentó en el Teatro Lafayette en Suffern y en la RamapoSummer Concert Series en Palisades Credit Union Park.
VanderWaal ha escrito canciones originales (incluyendo las que ha cantado en la competición) y las grabó, acompañándose en el ukulele, por su canal en Youtube, "Oh Never mind It's just me". El canal también incluye sus versiones de covers de canciones populares. Julia Lennox de AndPop.com revisó 15 de las versiones de VanderWaal, elogiando sus arreglos, entrega vocal, gusto musical y "la combinación de sass, actitud y confianza que trae a cada cubierta".
Incluye entre sus influencias musicales artistas como Jason Mraz, Twenty One Pilots y Katy Perry.

## Carrera

### 2016:America's Got Talenty EP
El 7 de junio de 2016, transmitido durante la undécima temporada de la NBC AGT, VanderWaal audicionó con su canción original, "I Don't Know My Name". Simon Cowell llamó a VanderWaal "la siguiente Taylor Swift". Brittany Spanos en la revista Rolling Stone calificó la canción como una "melodía emocional, pegadiza y peculiar". VanderWaal continuó realizando solamente canciones originales en sus presentaciones. Para los cuartos de final el 23 de agosto de 2016, se presentó con su tema "Beautiful Thing", una canción escrita para su hermana Olivia. USA Today caracterizó la voz de VanderWaal como "adorablemente ronca". Otros la han llamado "rasposa". Para las semifinales del 30 de agosto, interpretó "Light The Sky", y para las finales del 13 de septiembre, cantó "Clay", una canción sobre cómo lidiar con el acoso escolar. Lindsay Peoples escribió para New York Magazine: "Las canciones que escribió y realizó en AGT no solo eran pegadizas sino emocionales y únicas para su propio sonido, una mezcla de crudo y popular ". Los videos de AGT de las cuatro canciones han acumulado un total de más de 75 millones de vistas. Su video de audición fue clasificado como el video número 5 en YouTube de 2016.
VanderWaal nuevamente interpretó "I Don't Know My Name" para el episodio final del 14 de septiembre, luego presentó una actuación de Stevie Nicks, quien comparó su estilo con VanderWaal y dijo: "[...] nos gusta ser un poco diferentes... Y no como cualquiera, ella lo tiene, pase lo que pase, Grace va a la cima." La canción fue lanzada como el primer sencillo de su EP debut Perfectly Imperfect que fue publicado el 2 de diciembre de 2016 logrando debutar en el número 9 del Billboard 200 en Estados Unidos con 43,000 Copias vendidas aproximadamente. Al final de la transmisión del último episodio de AGT, VanderWaal fue anunciada como ganadora de la temporada 11. Ella es la segunda ganadora mujer y la segunda ganadora más joven en la historia del espectáculo.

### 2017: Álbum Debut
En enero de 2017, VanderWaal cantó "I Don't Know My Name" en vivo con Kelly. Ella realizó sobre el Empire State Building para parejas comprometidas en el evento de iluminación del día de San Valentín del edificio en febrero y está grabando un nuevo álbum. En marzo de 2017, se presentó en dos eventos de beneficencia. Primero, ella apareció en WE Day Illinois en Allstate Arena para celebrar el compromiso de los jóvenes de tomar medidas en asuntos sociales. Luego cantó "Light the Sky" en la gala anual de beneficios "One Night forOne Drop", organizada por el Cirque du Soleilat en el Hotel y Casino Nueva York-Nueva York en Las Vegas. El mismo mes, VanderWaal apareció dos veces en los Juegos Mundiales de Invierno de Olimpiadas Especiales de 2017 en Austria, haciendo un dúo con Jason Mraz en dos de sus canciones en la ceremonia de apertura y realizando sus propias canciones en la ceremonia de cierre. En abril, actuó en los eventos de caridad de WE Day en Seattle, Washington y Los Ángeles, y apareció en los Premios Radio Disney Music Awards de 2017, su primer espectáculo de premios.
VanderWaal lanzó el 3 de noviembre un álbum de larga duración, que, a diferencia del"Perfectly Imperfect", es "menos acústico", dejando de lado el ukelele y dando paso a un sonido más al estilo del pop actual. También se establece para "protagonizar un documental sobre su carrera musical en el mismo año.

## Discografía
SINGLES
- I Don't Know My Name (18 de noviembre de 2016)
- Moonlight (21 de julio de 2017)
- Sick of Being Told (11 de agosto de 2017)
- Moonlight (BKAYE Remix) (18 de agosto de 2017)
- Clearly (30 de marzo de 2018)
- Stray (22 de febrero de 2019)
- Hideaway (from "Wonder Park") (14 de marzo de 2019)
- Ur So Beatiful (28 de junio de 2019)
- Waste My Time (9 de agosto de 2019)
- I Don't Like You (18 de octubre de 2019)
- Today and Tomorrow (6 de marzo de 2020)
- Don't Assume What You Don't Know (5 de marzo de 2021)
- Repeat (15 de abril de 2021)
- Lion's Den (15 de julio de 2022)
EP´s
- Perfectly Imperfect (2 de diciembre de 2016)
- LETTERS: VOL. 1 (22 de noviembre de 2019)
ÁLBUMES
- Just the Beginning (3 de noviembre de 2017)

## Filmografía
| Año  | Título             | Rol                      |
| ---- | ------------------ | ------------------------ |
| 2020 | Stargirl           | Susan "Stargirl" Caraway |
| 2022 | Hollywood Stargirl | Susan "Stargirl" Caraway |
| 2024 | Megalópolis        | Vesta Sweetwater         |

## Premios y nominaciones
| Año  | Premios                             | Categoría                 | Trabajo              | Resultado |
| ---- | ----------------------------------- | ------------------------- | -------------------- | --------- |
| 2016 | America's Got Talent                | Grace Vanderwaal          | Ella misma           | Ganadora  |
| 2016 | International Acoustic Music Awards | Mejor Cantante Femenina   | I Don't Know My Name | Nominada  |
| 2017 | Teen Choice Awards                  | Mejor Artista nuevo       | Ella misma           | Ganadora  |
| 2017 | Radio Disney Music Awards           | Mejor Artista Revelación  | Ella misma           | Ganadora  |
| 2017 | Billboard Women In Music Awards     | Rising Star Awards        | Ella misma           | Ganadora  |
| 2018 | Japan Disc Gold Award               | Mejor Artista Nuevo       | Ella misma           | Ganadora  |
| 2018 | Japan Disc Gold Award               | Mejores 2 artistas nuevos | Ella misma           | Ganadora  |
| 2018 | MTV EMA BILBAO                      | Best Push                 | Ella Misma           | Ganadora  |